# Valerija Koblova
Valerija Sergejevna Koblova (ryska: Валерия Сергеевна Коблова), född Zjolobova (Жолобова), den 9 oktober 1992 i Moskva, är en rysk brottare.
Hon tog OS-silver i lättvikt i samband med de olympiska tävlingarna i brottning 2016 i Rio de Janeiro.